# Cantone di Lilla-Nord
Il Cantone di Lilla-Nord era una divisione amministrativa dell'arrondissement di Lilla.
È stato soppresso a seguito della riforma complessiva dei cantoni del 2014, che è entrata in vigore con le elezioni dipartimentali del 2015.
Comprendeva parte della città di Lilla ed il comune di La Madeleine.